# Предямски замък
Предя̀мският замък (на словенски: Predjamski grad или grad Predjama, тоест „предпещерен“) е ренесансов замък, построен на входа на пещера в южната централна част на Словения, в историческия регион Вътрешна Карниола. Намира се в село Предяма на около 11 километра от град Постойна и на 9 километра от пещерата Постойна.

## История
Замъкът е построен в готически стил през около XIII век от някой от патриарсите на Аквилея и се споменава за пръв път през 1274 г. с немското име Луег или Люг (на немски: Luegg). Разположен е в подножието на естествена скална дъга високо в каменната стена с цел да бъде труднодостъпен. По-късно е придобит и разширен от благородническото семейство Люг, известно още като рицарите на Аделсберг (немското име на Постойна).

### Легенда за Еразъм Предямски
Замъкът става известен като седалище на рицаря и известен барон разбойник Еразъм Предямски, който е негов господар през XV век. Той е син на императорския губернатор на Триест Николай Люгер.
Според легендата Еразъм влиза в сблъсък с Хабсбургите, след като убива командващия имперската армия маршал Папенхайм, оскърбил честта на починалия приятел на Еразъм и известен кондотиер Андреас Баумкирхер от Випава. Бягайки от отмъщението на императора на Свещената Римска империя Фридрих III, Еразъм достига семейната крепост Предяма. Оттам той се съюзява с крал Матяш Корвин и започва да напада имотите и градовете на Хабсбургите в Карниола. Императорът възлага на управителя на Триест Андрей Равбар да залови или убие Еразъм и след дълга обсада успява да го убие. Според известна, но неоснователна легенда Еразъм е предаден от един от хората си и е убит с изстрел от оръдие в тоалетната си.

#### Скрит проход
Отвесна естествена шахта, която Еразъм нарежда да бъде разширена, излиза от първоначалния замък и води до изхода, разположен на върха на скалата, на 25 метра от ръба ѝ. По време на обсадата тази шахта позволява на Еразъм да снабдява тайно замъка с храна и да продължи с грабежите си.

### След престрояването
След обсадата и разрушаването на първоначалния замък останките му са придобити от семейство Обербург. През 1511 г. вторият замък, построен от семейство Пургстал през първото десетилетие на XVI век, е разрушен от земетресение. През 1567 г. ерцхерцог Карл II го дава под наем на барон Филип фон Кобенцъл, който го изплаща след 20 години. През 1570 г. сегашният замък е построен в ренесансов стил, вдаден до отвесна скала под първоначалното средновековно укрепление. Остава в този си вид почти непроменен до наши дни.
През XVIII век се превръща в една от любимите летни резиденции на семейство Кобенцъл. Австрийският държавник и известен колекционер на произведения на изкуството Филип фон Кобенцъл и дипломатът граф Лудвиг фон Кобенцъл отсядат в замъка.
През 1810 г. е наследен от граф Михаел Коронини-Кронберг, а през 1846 г. е продаден на членовете на семейство Виндишгрец, които остават негови собственици до края на Втората световна война, когато е конфискуван и национализиран от югославските комунистически власти и превърнат в музей.

## Замъкът в изкуството
Една от сцените във филма на Джеки Чан „Доспехите на бога“ от 1986 г. е заснета на мястото на замъка.
През 2012 г. е пресъздаден в картата de_castle за видеоиграта Counter-Strike: Global Offensive.
Представен е и в третия сезон от 2023 г. на американския телевизионен сериал „Вещерът“.